# Patrick McGrath (biskup)
Patrick Joseph McGrath (ur. 11 czerwca 1945 w Dublinie w Irlandii, zm. 7 maja 2023) – amerykański duchowny katolicki pochodzenia irlandzkiego, biskup San Jose w metropolii San Francisco w latach 1999-2019.
Ukończył Seminarium św. Jana w Waterford w rodzinnej Irlandii. Święcenia kapłańskie otrzymał 7 czerwca 1970 i skierowany został do pracy duszpasterskiej w archidiecezji San Francisco. W 1977 uzyskał doktorat z prawa kanonicznego na Uniwersytecie Laterańskim w Rzymie. Po powrocie do kraju służył w trybunale archidiecezjalnym, a także jako proboszcz miejscowej katedry Wniebowzięcia NMP.
6 grudnia 1988 otrzymał nominację na biskupa pomocniczego San Francisco ze stolicą tytularną Allegheny. Sakry udzielił mu metropolita John Raphael Quinn. Służył jako moderator kurii, a także wikariusz biskupi ds. duchowieństwa i parafii. 30 czerwca 1998 został mianowany koadiutorem biskupa San Jose. Sukcesję przejął 27 listopada 1999.
1 maja 2019 przeszedł na emeryturę.